# AMC AMX/3
Der AMC AMX/3 (alternative Schreibweise: AMX III) ist ein Mittelmotorsportwagen des US-amerikanischen Automobilherstellers American Motors Corporation (AMC), der im März 1970 vorgestellt wurde und ab 1971 in Deutschland bei Karmann in Serie produziert werden sollte. Mit diesem Auto wollte AMC dem ähnlich konzipierten De Tomaso Pantera einen Konkurrenten entgegensetzen. Das Karosseriedesign und der Antrieb kamen von AMC, Fahrwerk und Chassis wurden in Europa entwickelt. Die Konstruktion wurde allgemein Giotto Bizzarrini zugeschrieben. Allerdings stammen nur einzelne Komponenten wie die Aufhängung von ihm. Neben Bizzarrini waren auch Italdesign, Autocostruzioni S.D. und BMW an der Entwicklung beteiligt. Kurz nach der Präsentation gab AMC das Projekt ohne Angabe von Gründen auf, nachdem etwa ein halbes Dutzend Autos entstanden war. Mehrere Versuche, die Konstruktion ohne AMC-Beteiligung unter dem Markennamen Bizzarrini – unter anderem als Bizzarrini Sciabola – wiederzubeleben, blieben erfolglos. Ein AMX/3-Chassis bildete 1972 die technische Basis für das Konzeptfahrzeug Iso Varedo.

## Hintergrund

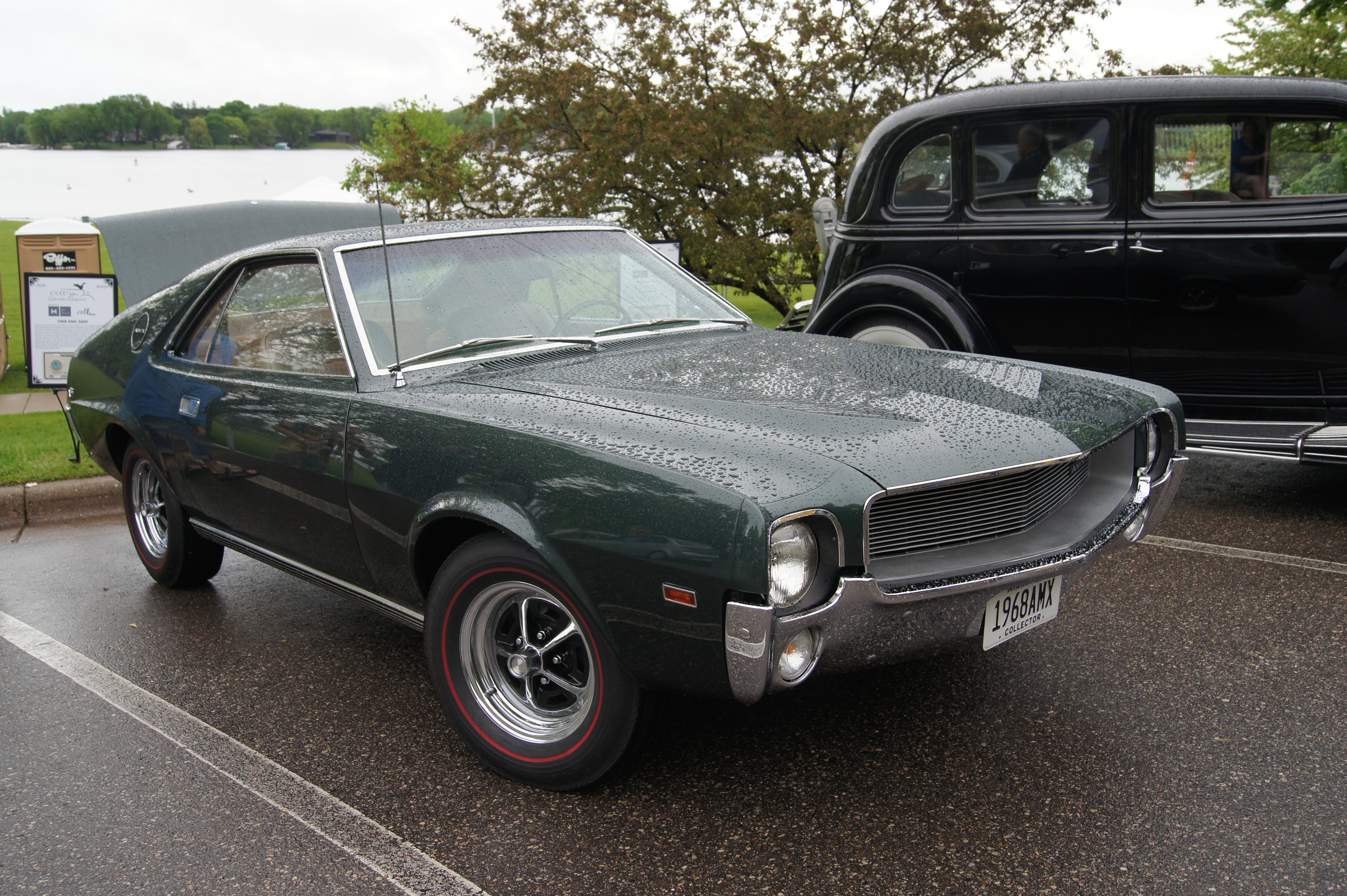
Erste AMX-Reihe (1968–1970)

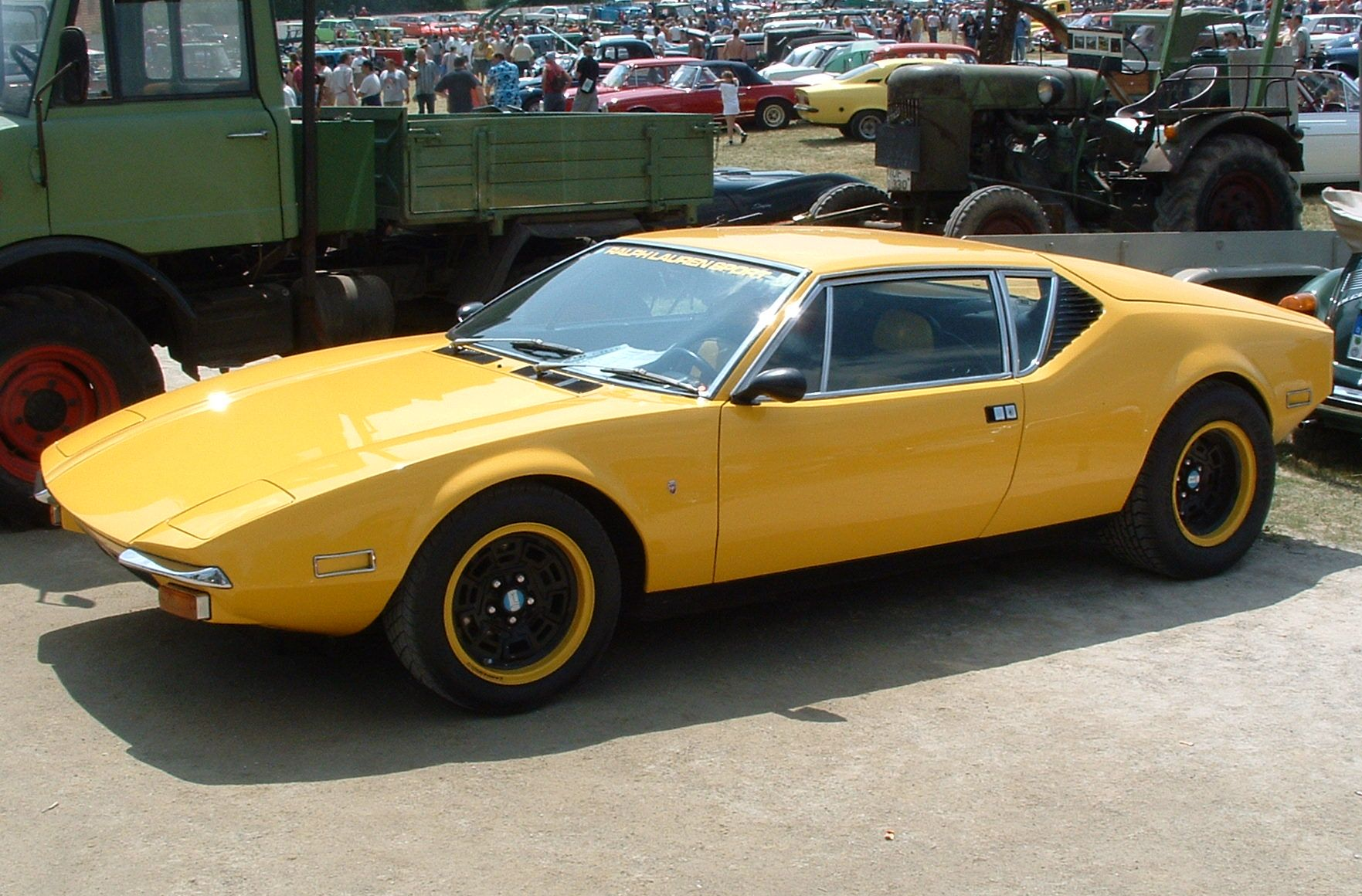
Inspiration und direkter Konkurrent: De Tomaso Pantera

Der AMX/3 entstand als Reaktion auf die wirtschaftliche Krise des AMC-Konzerns. AMC, der kleinste der vier großen US-amerikanischen Autokonzerne, hatte in der ersten Hälfte der 1960er-Jahre erhebliche Einbußen hinnehmen müssen, was vor allem mit einer technisch anspruchslosen, vielfach als bieder empfundenen Modellpalette erklärt wurde. AMC versuchte deshalb zum Ende des Jahrzehnts zunächst, mit sportlichen Varianten der Volumenmodelle jüngere Käufer anzusprechen, war damit aber weitgehend erfolglos. Das zum Modelljahr 1968 eingeführte Pony-Car Javelin kam im Vergleich zur Konkurrenz drei Jahre zu spät, und das vom Javelin abgeleitete zweisitzige Fließheckcoupé AMX bekam als frühes Muscle-Car zwar eine gute Presse, verkaufte sich aber – möglicherweise wegen zu großer stilistischer Nähe zu den Standardmodellen von AMC – deutlich schlechter als erwartet.
Um der Marke AMC ein sportliches Image zu geben, verfolgte das Management seit 1967 das Ziel, die Modellpalette um einen Hochleistungssportwagen mit Mittelmotor zu ergänzen. Auslöser waren vor allem die Motorsporterfolge des entsprechend konstruierten Ford GT40, die Ford werbewirksam zu nutzen verstand und die auch die GM-Marke Chevrolet zur Entwicklung des Konzeptautos Astro II veranlasst hatten. Im Frühjahr 1968 zeigte AMC zunächst den stilistisch vom De Tomaso Mangusta beeinflussten AMC AMX/2, der ein reines Show Car war und in dieser Form keine Aussicht auf eine Serienproduktion hatte. Dieser Entwurf wurde zum AMX/3 weiterentwickelt, der bereits seriennah gestaltet war.
Im Herbst 1968 fiel die Entscheidung, den AMX/3 in Serie zu produzieren. Vornehmlicher Rivale sollte der zu dieser Zeit noch in der Entwicklung befindliche De Tomaso Pantera sein, von dem bereits klar war, dass Ford ihn in den USA über sein Händlernetz vertreiben würde.
Nachdem mehrere Prototypen fertiggestellt waren, ließ AMC im März 1970 Werbefotos vor dem Kolosseum in Rom produzieren. Am 23. März 1970 stellte AMC den Wagen in Rom der italienischen und am 4. April 1970 in New York der amerikanischen Presse vor. Beide Termine lagen jeweils einen Tag vor der örtlichen Präsentation des De Tomaso Pantera. Ab dem 5. April 1970 stand der AMX/3 schließlich auf der New York Auto Show, wo auch der Pantera debütierte. Unterstützend fuhr Giotto Bizzarrini einige Demonstrationsrunden auf dem Michigan Speedway. Wenig später – je nach Quelle Ende April oder im Sommer 1970 – gab AMC den AMX/3 allerdings überraschend auf. Gründe für die Beendigung wurden nicht genannt. Bis dahin hatte AMC etwa 2 Mio. US$ in das Projekt investiert.

## Modellbezeichnung

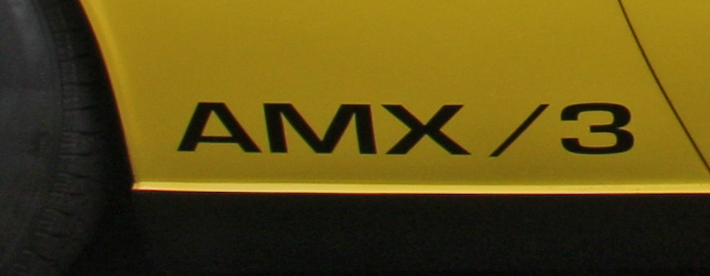
Der übliche Schriftzug

Die Abkürzung AMX steht für American Motors Experimental (sinngemäß: Versuchsmodell der American Motors Company). Seit 1968 verwendete AMC sie für einen in Serie produzierten Sportwagen mit Frontmotor. Das Mittelmotorcoupé erhielt zu Beginn der Entwicklungsphase die Bezeichnung AMX/3; sie war auch als Verkaufsbezeichnung des letztlich nicht verwirklichten Serienmodells vorgesehen. Die 3 – für das dritte Experimentalfahrzeug – wurde typografisch zumeist mit einem Schrägstrich angebunden. Dieser Schriftzug findet sich auf einigen Prototypen. Abweichend davon verwendete AMC allerdings bei mindestens einem Prototyp die Schreibweise AMX III. Eine zeitgenössische Skizze zeigt außerdem ein Fahrzeug mit dem Schriftzug AMX/K, wobei das K für den Karosseriehersteller Karmann steht.

## Entwicklungsgeschichte
Die Entwicklungsgeschichte des AMC AMX/3 ist nicht in allen Einzelheiten geklärt. An ihrem Anfang stand das Karosseriedesign, für das innerhalb von sieben Monaten in weiteren Schritten ein Chassis und ein Fahrwerk sowie eine Karosseriestruktur konstruiert wurden, bevor ein Testprogramm mit mehreren Prototypen durchgeführt wurde. An diesem Prozess waren zahlreiche europäische Dienstleister beteiligt, von denen drei zu dieser Zeit geschäftlich eng miteinander verbunden waren.

### Planungen bei AMC
Die Entscheidung, die Entwicklung und die Produktion des AMX/3 auf europäische Betriebe auszulagern, hatte finanzielle Gründe. Das Management hoffte, auf diese Weise die Produktionskosten und den Verkaufspreis niedrig zu halten. Die Serienfertigung sollte der deutsche Karosseriehersteller Karmann übernehmen, der in Rheine schon seit 1968 die für Europa bestimmten Exemplare des AMC Javelin aus zerlegt angelieferten Teilesätzen montierte. Die Planspiele sahen vor, die Produktion des AMX/3 nach einer ersten Serie von 24 Autos auf 1000, nach anderen Quellen sogar 5000 Autos jährlich zu erhöhen, die sowohl in den USA als auch in Europa verkauft werden sollten. Andere Quellen meinen, AMC habe zunächst 5000 Fahrzeuge jährlich als Produktionsziel ausgegeben und dies später auf 24 Autos pro Jahr reduziert. Als Verkaufspreis waren 10.000 bis 12.000 US$ vorgesehen. Das war etwa das Dreifache eines zeitgenössischen Ford Mustang, während ein Ferrari 365 GTB/4 „Daytona“ für 19.900 US$ angeboten wurde.

### AMC Design Center
Das Karosseriedesign des AMX/3 entstand im Frühjahr 1968. Es wurde AMCs eigenem Designstudio zugeschrieben, das Richard „Dick“ Teague leitete. Die Detailarbeiten verrichteten Vince Geraci, Jack Kenitz, Chuck Mashigan und Robert „Bob“ Nixon. Teague deutete in späteren Jahren an, dass während des Designprozesses „viel Arbeit“ auf den Spezialbetrieb Creative Industries of Detroit ausgelagert worden sei, spezifizierte das aber nicht näher.
Im Herbst 1968 entstand nach den Entwürfen der AMC-Designer ein als Pushmobile bezeichnetes 1:1-Modell aus glasfaserverstärktem Kunststoff, das nicht fahrbereit war, keinen Motor, keine Lenkung und kein Interieur hatte und im Innern von einem Metallgerüst zusammengehalten wurde. Nach seiner Fertigstellung wurde ihm in einem Designwettbewerb ein Alternativvorschlag von Giorgio Giugiaros Studio Italdesign gegenübergestellt, der unter Zeitdruck parallel zum Show Car Bizzarrini Manta entstanden war und als „schwer und unausgereift“ bzw. „unfertig und lieblos“ wahrgenommen wurde. Am Ende gewann der AMC-Entwurf.

### Bizzarrini und Italdesign

Ungenannter Dienstleister beim AMX/3-Projekt: Italdesign

Weil AMC in den 1960er-Jahren ausschließlich Serienfahrzeuge mit Frontmotor und Hinterradantrieb im Programm hatte, konnte der als Mittelmotorwagen konzipierte AMX/3 nicht auf vorhandener Serientechnik aufbauen. „Mangels eigenen Know-Hows“ suchte AMC nach einer Möglichkeit, die Technik des Mittelmotorsportwagens von einem externen Spezialbetrieb konstruieren zu lassen, wobei vor allem aus Kostengründen europäische Dienstleister herangezogen wurden. In der frühen Planungsphase erwog AMC, den AMX/3 komplett bei BMW konstruieren zu lassen, was aber an fehlenden Kapazitäten bei BMW scheiterte. Auf Vermittlung Pininfarinas oder Karmanns ging AMC daraufhin im November 1968 eine Verbindung mit dem Ingenieur Giotto Bizzarrini ein, der seit 1954 Renn- und Sportwagen für Alfa Romeo, Ferrari, A.T.S., Lamborghini, Iso und seine eigene Marke konstruiert hatte und in dem Ruf stand, einer der besten Automobilingenieure Italiens zu sein. Bizzarrini, der seinen Betrieb einen Monat vorher durch eine Insolvenz verloren hatte, war daraufhin als freiberuflicher Konstrukteur für AMC tätig. Er fertigte bereits im Dezember 1968 die ersten Zeichnungen für Fahrwerksteile an. AMC bewarb den AMX/3 daraufhin als Bizzarrini-Konstruktion. Tatsächlich beschränken sich Bizzarrinis Beiträge aber auf einzelne Komponenten des Autos. Giotto Bizzarrini erklärte später, AMC habe von ihm „ein Chassis und eine Aufhängung“ verlangt. Allerdings ist nur die Radaufhängung nachweislich eine Bizzarrini-Konstruktion. Der Rahmen hingegen wurde von Giorgio Giugiaros Unternehmen Italdesign entwickelt, das sich nicht nur als Designstudio verstand, sondern auch als Konstruktionsdienstleister. Auf wessen Initiative Italdesign beteiligt wurde und wie genau die Arbeitsteilung mit Bizzarrini war, ist nicht geklärt. Das Engagement Italdesigns dauerte von Dezember 1968 bis Juni 1969; AMC machte es aber nicht öffentlich bekannt.

### Autocostruzioni S.D. (Diomante)
Einer Quelle zufolge beauftragte AMC zunächst den Turiner Karosseriehersteller Coggiola mit dem Bau der Prototypen. Coggiola begann im Spätherbst 1968 mit dem ersten AMX/3, stellte ihn aber nicht fertig. Aus unbekannten Gründen wurde der Prototypenbau zum Jahreswechsel 1968/69 auf den neu gegründeten Betrieb Autofficina Salvatore Diomante übertragen, der wenig später in Autocostruzioni S.D. umfirmierte. Der Betrieb ist landläufig auch als Diomante bekannt. Sein Gründer Salvatore Diomante war bis 1968 Werksleiter bei Automobili Bizzarini gewesen. Diomante hatte seinen Sitz zuerst im bisherigen Bizzarrini-Werk in Livorno. Hier entstand – möglicherweise auf der Basis von Coggiolas Vorarbeiten – im Frühjahr 1969 der erste Prototyp des AMX/3. Später verlegte Diomante den Betrieb nach Moncalieri bei Turin; dort wurden alle übrigen AMX/3 gebaut.

### BMW

Entwicklungshelfer

Mit Testfahrten und der Überarbeitung des Fahrwerks wurde schließlich BMW beauftragt, wo das Projekt den Entwicklungscode E18 bekam. BMW unternahm ab Juni 1969 Testfahrten mit dem ersten Prototyp und stellte dabei erhebliche Defizite fest. So erwies sich das Fahrwerk als deutlich zu schwach ausgelegt, sodass es sich bei starker Beschleunigung und starker Verzögerung gleichermaßen verformte. Zudem war der Geradeauslauf mangelhaft, und die Kühlung des Motors reichte nicht aus. Bizzarrini überarbeitete das Fahrwerk, zudem wurde die Kühlung modifiziert. Der zweite Prototyp, der wahrscheinlich im Spätsommer 1969 an BMW geliefert wurde, war nach Auffassung der Tester deutlich verbessert. Die BMW-Beteiligung endete im Januar 1970, nachdem AMC die Finanzierung des Testprogramms eingestellt hatte.
Anders als das Engagement von Italdesign wurde die Beteiligung BMWs an der Entwicklung des AMX/3 bereits in der zeitgenössischen italienischen und englischsprachigen Presse ausdrücklich thematisiert.

## Modellbeschreibung

### Chassis und Fahrwerk
Der AMX/3 hat ein Halbmonocoque mit einem zentralen Mittelträger und Kastenschwellern. Damit unterscheidet er sich von Giotto Bizzarrinis früheren Konstruktionen, die vielfach einen Rohrrahmen haben. Alle Räder sind an Doppelquerlenkern einzeln aufgehängt. Die Radträger sind aus Aluminium gegossen. Die unteren Querlenker hinten sind trapezförmig. An jedem Rad sitzen Schraubenfedern und doppelte Teleskopstoßdämpfer; hinten sind Federn und Stoßdämpfer jeweils doppelt vorhanden. Die Stoßdämpfer baute der niederländische Hersteller Koni nach Bizzarrinis Vorgaben. Die Bremsanlage mit vier Scheibenbremsen kam nach Bizzarrinis ursprünglicher Konzeption von Girling, wurde nach den ersten Tests bei BMW im Sommer 1969 aber durch eine von ATE ersetzt. Die Gewichtsverteilung liegt bei 43:57. Die vorderen Reifen haben das Format 205/70 VR 15, die hinteren 225/70 VR 15.

### Karosserie

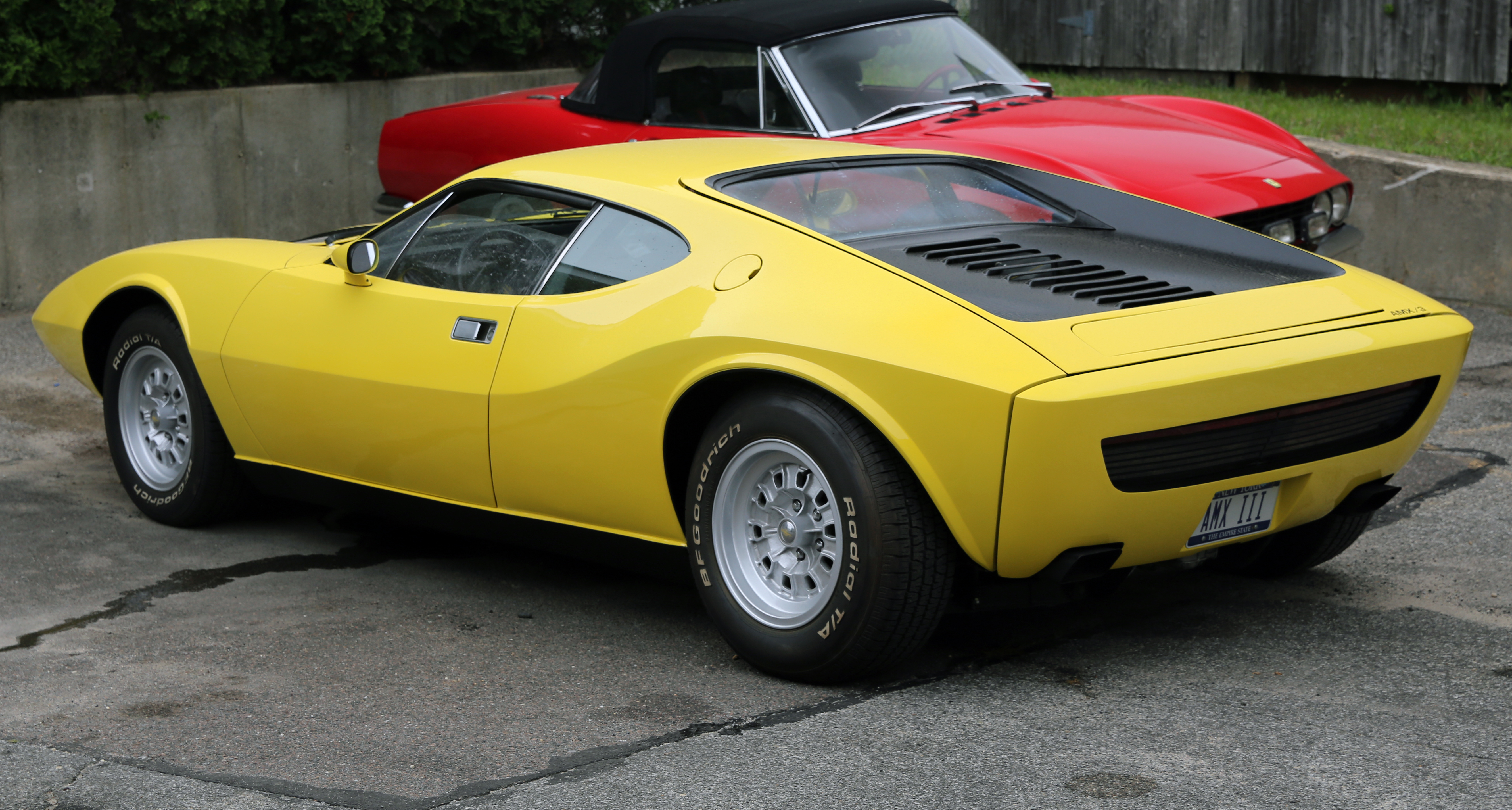
AMX/3 (fünfter Prototyp)

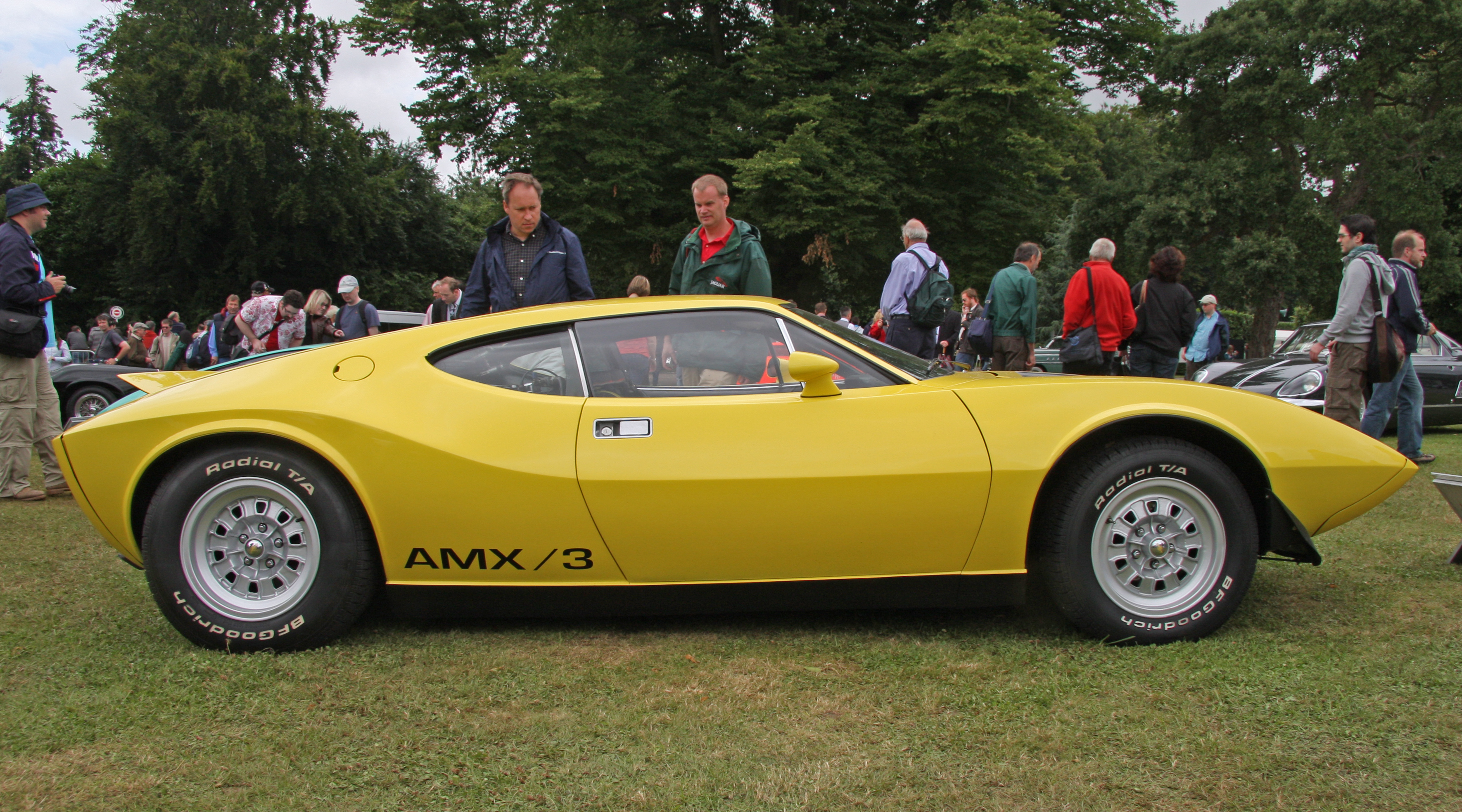
Kurzer hinterer Überhang, zweiteilige Seitenscheibe: der ursprüngliche AMX/3-Entwurf

Die in Handarbeit aus Stahlblech gefertigte Fließheckkarosserie ist mit der Bodenwanne zu einer selbsttragenden Einheit verschweißt. Mit einer Höhe von 1,10 m ist sie sehr flach, aber mit 1,92 m außergewöhnlich breit.
Das Design des AMX/3 wird als „dramatisch“ beschrieben. Die auffälligsten Designdetails sind die profilierten Kotflügel und der ausgeprägte Schwung über den Hinterrädern. Die Grundidee hierfür übernahmen die AMC-Designer von dem Studio GT, einem 1966 entworfenen und 1968 erstmals gezeigten Prototyp des italienischen Karosserieherstellers Neri e Bonacini. Er lieferte auch das Vorbild für die nach hinten spitz zulaufenden Seitenfenster. Die Fahrzeugnase ist verwinkelt. Die Ausläufer der vorderen Kotflügel stehen vor, das Mittelteil der Frontverkleidung ist pfeilartig zugespitzt. In die Kotflügel sind Klappscheinwerfer eingefügt. Die vordere Haube ist stark untergliedert. Links und rechts eines in Wagenfarbe lackierten Stegs hat sie in Schwarz gehaltene Öffnungen für die Kühler. Bei einigen, aber nicht allen Fahrzeugen gibt es davor noch eine weitere, quer ausgerichtete Lufteinlassöffnung. Sie war bei dem ursprünglichen Entwurf der AMC-Designer nicht vorgesehen. Einige Prototypen hatten am Heck runde Rückleuchten vom Fiat 850. Richard Teague ersetzte sie teilweise nachträglich durch schmale, waagerecht angeordnete Rückleuchten, die vom Pontiac Firebird der ersten bzw. der zweiten Serie (AMX/3 Nr. 5) übernommen wurden. Die große Heckklappe, in die die Motorabdeckung und die hintere Fensterscheibe integriert sind, ist am Fahrzeugheck angeschlagen und wird in geöffnetem Zustand von zwei Gasdruckfedern gehalten. Am Heck war ein ausfahrbarer Flügel vorgesehen, der allerdings bei keinem der Prototypen verwirklicht wurde. Bei einzelnen, aber nicht allen Wagen installierte Diomante Attrappen. Mindestens ein Fahrzeug (Nr. 5) erhielt aber später bei Restaurierungsarbeiten einen funktionstauglichen Heckflügel.
Im Laufe des Jahres 1969 überarbeitete AMC das Design des AMX/3 in einigen Details. Dabei wurde der hintere Überhang aus technischen Gründen geringfügig verlängert. Außerdem ist die vordere Haube in dieser Version so geformt, dass sie die am unteren Rand der Windschutzscheibe liegenden Scheibenwischer abdeckt. Die Seitenfenster in den Türen sind nun einteilig, also ohne vordere Dreiecksfenster. Diomante setzte diese Änderungen nur bei Autos um, die nach dem Rückzug von AMC produziert wurden, und auch hier nicht bei allen. Die Änderungen finden sich nur bei dem vierten und dem sechsten AMX/3 sowie beim nachträglich komplettierten siebten Auto, beim fünften Prototyp hingegen nicht.

### Antrieb

#### Motor

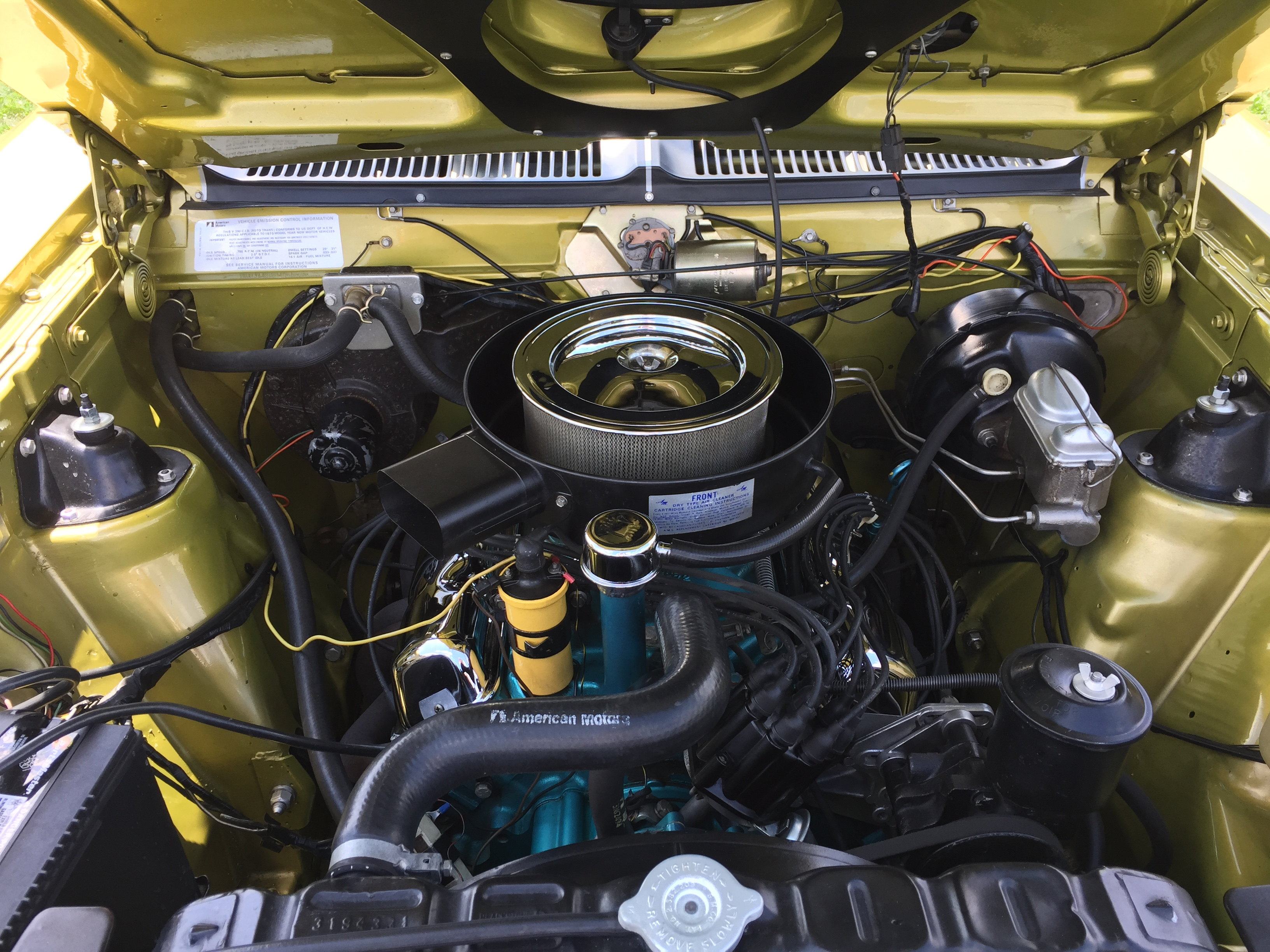
6,4-Liter-Achtzylindermotor von AMC in „Machine“-Ausführung

Die AMX/3 werden von Achtzylinder-V-Motoren von AMC angetrieben, die längs in Mittelmotorlage zwischen den Sitzen und der Hinterachse eingebaut sind.
In den Prototypen sind es die seinerzeit stärksten AMC-Motoren, die seit 1969 werksseitig im Muscle-Car Rebel The Machine erhältlich waren. Der Motorblock besteht aus Grauguss. Die geschmiedete Kurbelwelle ist fünffach gelagert. Der Motor hat eine zentrale Nockenwelle. Für jeden Zylinder gibt es ein Ein- und ein Auslassventil, die jeweils über Stößel, Stoßstangen und Kipphebel betätigt werden. Der Motor ist kurzhubig ausgelegt (Bohrung × Hub: 105,79 × 90,77 mm); der Hubraum beträgt 6383 cm³ (390 in³). Die The-Machine-Version hat einen Doppel-Registervergaser von Carter. Das Verdichtungsverhältnis beträgt 10 : 1. Die Motorbruttoleistung nach SAE J245/J1995 wurde mit 340 bhp (254 kW) bei 5100 min−1 angegeben, das maximale Drehmoment mit 430 lbf·ft (583 N·m) bei 3600 min−1. Gemessen mit dem seinerzeit in Europa üblichen Standard DIN 70020 entspricht die Motorleistung rund 295 PS (217 kW). Der Wasserkühler befindet sich im Vorderwagen; er ist mit zwei elektrisch betriebenen Gebläsen verbunden. Im Laufe des Erprobungsprozesses wurden Kühler von Behr installiert.
Die Serienproduktion des 390er-Motors endete 1970; danach setzte AMC in seinen Muscle-Cars eine leicht vergrößerte Version mit 6,6 Liter Hubraum (6573 cm³, 401 in³) ein, deren Bruttoleistung nach SAE-J245/J1995-Standard 330 bhp (246 kW) beträgt. In der Literatur wird davon ausgegangen, dass AMC den AMX/3 im Fall einer Serienproduktion mit der neuen 6,6-Liter-Version ausgestattet hätte.
Einer Quelle zufolge wurde der erste Prototyp im Herbst 1969 versuchsweise auch mit einem BMW-Achtzylindermotor der noch in der Entwicklung befindlichen Reihe M09 ausgerüstet und in Italien getestet. Die nach DIN 70020 rund 240 PS (177 kW) starke 4,5-Liter-Version soll zeitweise als alternativer Antrieb für die Europa-Version des AMX/3 im Gespräch gewesen sein.

#### Getriebe
Die Kraftübertragung übernimmt bei den meisten Fahrzeugen ein Getriebe des primär im Rüstungsbereich tätigen Unternehmens Oto Melara, ein Tochterunternehmen des italienischen Staatskonzerns IRI. Es hat vier Gänge, die manuell zu schalten sind, und ist mit dem Differential in einem Gehäuse vereinigt. Bei mindestens einem Auto ist stattdessen ein handgeschaltetes Fünfganggetriebe von ZF eingebaut. Warum nicht alle Fahrzeuge mit dem ZF-Getriebe ausgerüstet wurden, ist unklar; die Darstellungen in den Dokumentationen zum AMX/3 weichen in diesem Punkt stark voneinander ab. Einige Quellen vermuten, das ZF-Getriebe sei zu teuer gewesen, andere behaupten, es hätte dem hohen Drehmoment des AMC-Motors nicht standgehalten. Wieder andere meinen, die ZF-Konstruktion habe nicht gut in den engen Rahmen des AMX/3 gepasst.

### Fahrleistungen
Der Entwicklung des AMX/3 lag die Zielvorgabe des Managements zugrunde, dass das Auto eine Höchstgeschwindigkeit von mindestens 160 mph (257 km/h) erreichen müsse. Diese Anforderungen erfüllte der erste Prototyp nicht. Mit der ursprünglichen Form hatte der Wagen zu viel Auftrieb, sodass er sich bei hohen Geschwindigkeiten vorne anhob. Zunächst wurden nur 145 mph (233 km/h) als Höchstgeschwindigkeit erreicht, obwohl der Motor Reserven für höhere Fahrleistungen hatte. Ein Vierteljahr später probierten Giotto Bizzarrini und der Rennfahrer Antonio Nieri bei Testfahrten mit dem zweiten Prototyp verschiedene Frontspoiler aus. Mit ihnen kam der zweite AMX/3 auf dem Autodromo Nazionale Monza auf eine Höchstgeschwindigkeit von 170 mph (273 km/h). Damit erreichte er fast den Wert eines Ferrari 365 GTB/4 „Daytona“. Nieris schnellste Rundenzeit im AMX/3 lag in Monza bei 1:56 min. Damit egalisierte der Wagen die Werte, die einige Jahre vorher ein Bizzarrini GT 5300 erzielt hatte.

## Die Originalfahrzeuge
Im Februar 1969 begann Diomante mit dem Bau der AMX/3-Fahrzeuge. Wie viele Autos genau entstanden und welche von ihnen als Originalfahrzeuge anzusehen sind, ist nicht vollständig geklärt.
Giotto Bizzarrini sprach 1971 davon, dass zum Zeitpunkt des Rückzugs von AMC drei AMX/3 komplettiert und zwei weitere Fahrzeuge nahezu fertiggestellt waren. Weitere Autos oder Fahrgestelle erwähnte er nicht. Abweichend davon gehen die meisten Quellen heute nicht von fünf, sondern von sechs Original-AMX/3 aus, zu denen eine im Einzelnen uneinheitlich eingeschätzte Anzahl jüngerer Fahrzeuge gekommen ist. Dem liegt die Annahme zugrunde, dass Diomante bis zum Rückzug von AMC im Frühjahr 1970 eine Tranche von fünf Autos – darunter drei fahrbereite Prototypen – weitgehend fertiggestellt und mit dem Bau fünf weiterer Chassis begonnen hatte. Von der zweiten Tranche wurde noch mindestens ein Auto kurz darauf fertiggestellt. Darüber hinaus werden mindestens drei weitere Autos mit dem AMX/3 in Verbindung gebracht, die angeblich ebenfalls auf Original-Fahrgestellen basieren. Diese Autos werden in der Literatur nicht durchgängig als Original-AMX/3 anerkannt. Eine andere Frage ist, ob nach 1970 noch neue Chassis hergestellt wurden.
Auf der Grundlage der gängigen Differenzierung lassen sich folgende Fahrzeuge unterscheiden:

### Sechs Originale

#### Erster Prototyp
Der erste, ursprünglich hellgrün lackierte Prototyp des AMX/3 entstand im Frühjahr 1969. Das Auto hat keine Fahrgestellnummer. Seine wesentlichen Teile stellte Diomante ab März 1969 noch in Livorno her, allerdings komplettierten es Diomantes Mechaniker erst im Juni 1969 bei BMW in München. Mit ihm führte BMW ein Testprogramm durch, das von Juni bis mindestens September 1969 dauerte. Ende 1969 ging der Wagen zurück zu Diomante, wo er einige Jahre lang in unvollständigem Zustand – möglicherweise als Teilespender für andere AMX/3 – lagerte. Etwa 1973 übernahm AMC das Chassis ohne Getriebe und Motor und führte es in die USA ein. Hier ging es durch mehrere Sammlerhände, bevor nach einem erneuten Eigentümerwechsel im Herbst 2019 die Restaurierung des mittlerweile gelb lackierten Autos begann.

#### „Das rote Monza-Auto“

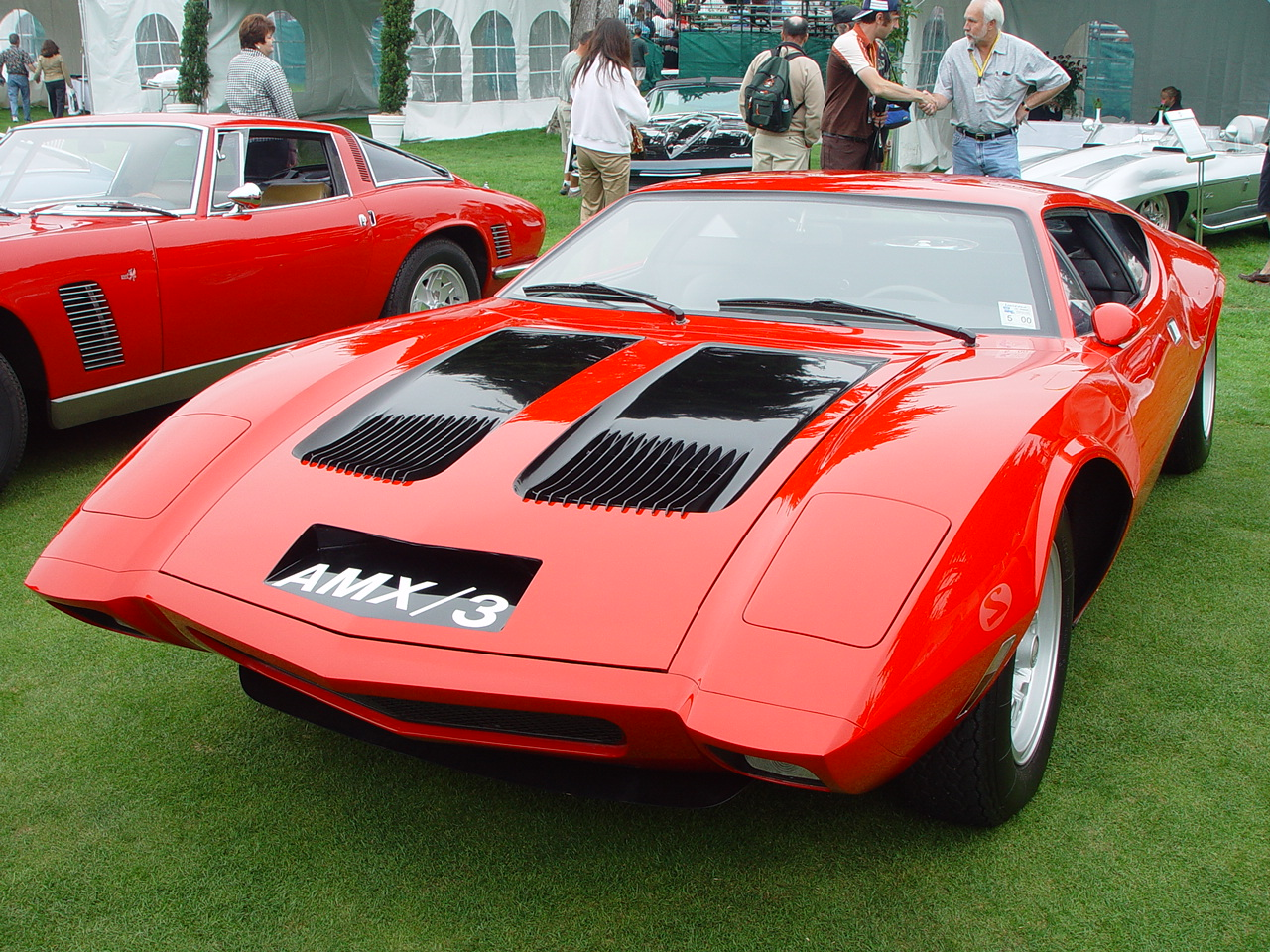
Mit zusätzlichen Öffnungen für Kühllluft: Der zweite AMX/3-Prototyp

Im Sommer 1969 entstand der zweite Prototyp, der die Fahrgestellnummer WTDO 363 2/55/55 trägt. Der Wagen wurde im AMC-internen Sprachgebrauch als The Red Monza Car (das rote Monza-Auto) bezeichnet. Einzelne ältere Quellen sehen das Monza-Auto als den vierten oder fünften Prototyp an; das ist aber mittlerweile widerlegt. Das Monza-Auto entspricht stilistisch weitgehend, jedoch nicht vollständig dem ersten Prototyp. Wesentliche äußere Unterscheidungsmerkmale sind große Luftöffnungen, die zur Verbesserung der Kühlung vor den hinteren Radkästen in die Kotflügel eingelassen sind, und der waagerechte Lufteinlass in der Frontverkleidung. Neu waren auch die seitlichen Positionslichter in den vorderen und hinteren Kotflügeln (Side Marker Lights), die dem ersten Prototyp in der ursprünglichen Fassung fehlten. Bei der Fahrwerkskonstruktion des zweiten Prototyps griff Giotto Bizzarrini die Erkenntnisse auf, die die Testfahrten mit dem ersten Auto gebracht hatten, und setzte die Empfehlungen BMWs jedenfalls teilweise um.
Ab Herbst 1969 (nach anderen Quellen: Anfang 1970) ging das Auto an BMW, wo weitere Tests durchgeführt wurden. BMW bescheinigte dem Auto eine deutlich bessere Verwindungsfestigkeit. Im Frühjahr 1970 organisierte Bizzarrini mit diesem Chassis Geschwindigkeitstests auf dem Autodromo Nazionale Monza. Diese Tests sind für die inoffizielle Bezeichnung dieses Fahrzeugs verantwortlich. Im Februar 1971 testete eine italienische Zeitschrift das „rote Monza-Auto“ im Turiner Umland.
Kurz danach verkaufte Diomante das Auto für 6000 US$ an einen US-amerikanischen Sammler, der es im November 1971 in die USA einführte. In einem von Diomante ausgestellten Verkaufsdokument ist unrichtig das Baujahr 1967 angegeben; das hat möglicherweise steuerliche Gründe. Nach mehreren Eigentümerwechseln wurde der Wagen 1990 in Kalifornien restauriert. Seitdem erschien er zunächst in roter Lackierung auf Klassikerausstellungen. Nach einer weiteren Überarbeitung 2015 trägt das Auto den zeitgenössischen AMC-Farbton Bittersweet Orange. Im Januar 2017 wurde er für einen Preis von 891.000 $ bei einer Klassikerauktion verkauft. Das war der höchste Preis, der jemals für ein Auto der Marke AMC erzielt wurde.

#### Ausstellungsstück
Der dritte AMX/3 (Fahrgestellnummer A0M397X631524Y) wurde Anfang 1970 fertiggestellt. Stilistisch entspricht er vollständig dem ersten Prototyp von 1969. Wie dieser hat er keine seitlichen Lufteinlassöffnungen in den hinteren Kotflügeln und auch keinen horizontalen Lufteinlass in der Fronthaube. Übereinstimmend mit dem zweiten Prototyp sind allerdings die Side Marker Lights in den Kotflügeln. Er ist der erste Wagen, bei dem auch der Innenraum dem späteren Serienstandard entsprechend fertiggestellt war; die früheren Autos hatten zunächst nur provisorische Interieurs.
In roter Lackierung wurde dieses Auto im März 1970 für Werbebilder vor dem römischen Kolosseum fotografiert und anschließend bei den Pressevorstellungen in Rom und New York sowie im April 1970 auf der New York Auto Show gezeigt. AMC bildete das Auto auch in seinem Geschäftsbericht für das Jahr 1970 ab. In den folgenden Jahren blieb es bei AMC. 1978 übernahm es Richard Teague, dessen Familie es nach wie vor gehört. Der Wagen wird wiederholt als Leihgabe in verschiedenen US-amerikanischen Museen ausgestellt.

#### „Das Turin-Auto“
Der vierte AMX/3 (Fahrgestellnummer WTDO 363 4/55/55) wurde im AMC-internen Sprachgebrauch als The Torino Car (Das Turin-Auto) bezeichnet. Er war der erste AMX/3 mit den stilistischen Veränderungen aus dem Herbst 1969 – einteiligen Seitenscheiben und einem verlängerten Heck. Diomante komplettierte ihn erst nach dem Rückzug von AMC in der zweiten Hälfte des Jahres 1970; allerdings wird davon ausgegangen, dass er aus Komponenten zusammengesetzt wurde, die bereits im Winter 1969/70 entstanden waren. Im Oktober 1970 stellte Bizzarrini das Auto Nr. 4 auf dem Turiner Autosalon aus. Auf der Ausstellung oder unmittelbar danach war bereits der Begriff Bizzarrini Sciabola als mögliche Modellbezeichnung im Gespräch. 1971 wurde das Auto von einem US-amerikanischen Sammler gekauft und in die USA eingeführt.

#### Direkt zu AMC

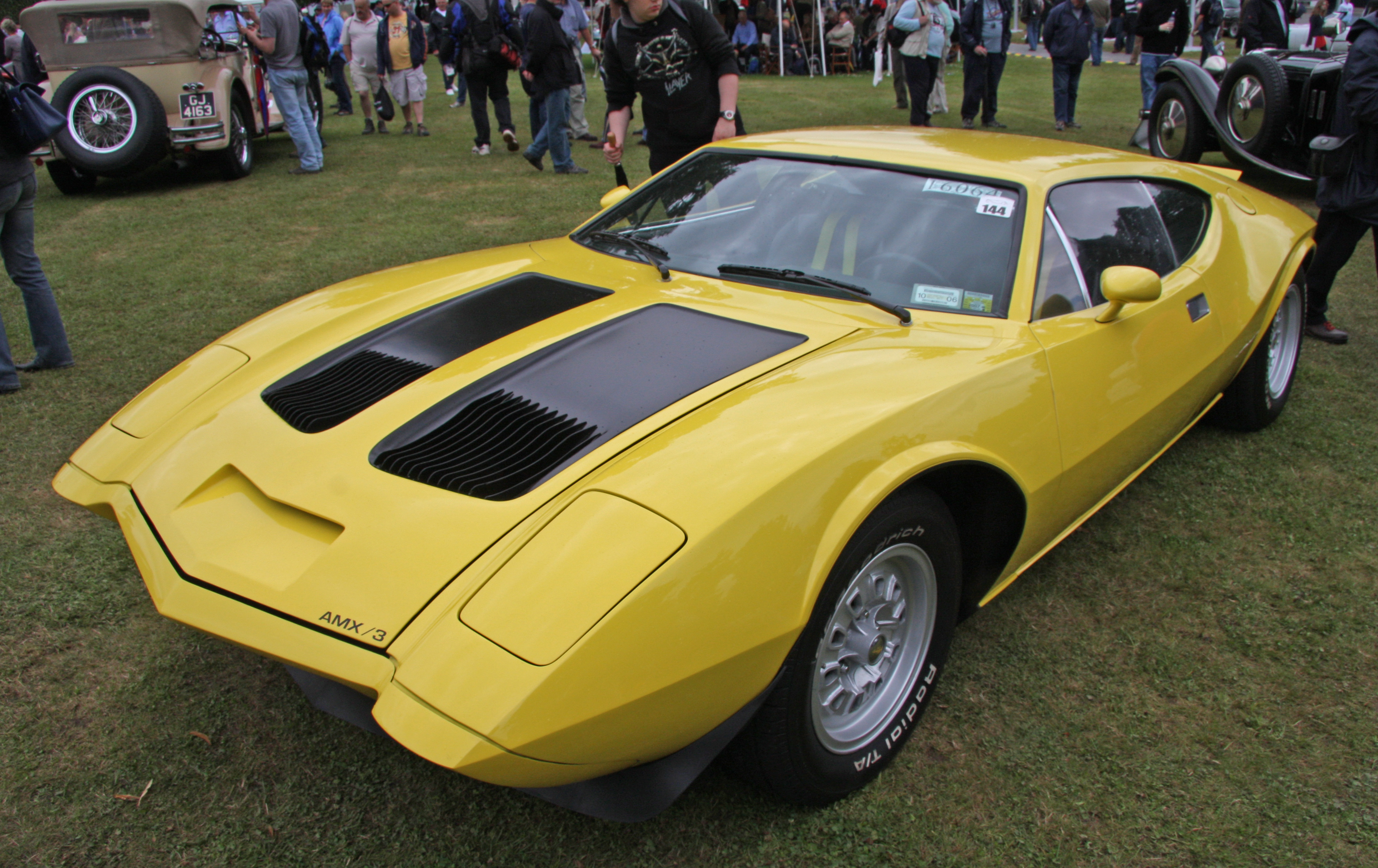
AMX/3, Chassis Nr. 5

Das fünfte Auto (Fahrgestellnummer A0M397X680492) wurde – noch vor dem vierten – im Mai oder Juni 1970 unmittelbar nach dem Rückzug von AMC komplettiert. Das Auto entspricht dem ursprünglichen AMC-Entwurf, hat also seitliche Dreiecksfenster in den Türen und das kurze Heck. Anders als das zweite, dritte und vierte Auto hat der fünfte AMX/3 keine Side Marker Lights.
AMC übernahm das Auto bereits im Sommer 1970 und führte es in die USA ein. Das Auto war zu dieser Zeit unvollständig – unter anderem fehlte der Instrumententräger – und hatte kein abgestimmtes Fahrwerk. 1978 kaufte Richard Teague den Wagen und nahm stilistische Veränderungen an der Heckpartie vor. Unter anderem ließ er abgedunkelte Rückleuchten der zweiten Serie des Pontiac Firebird installieren, die sich auch 2019 noch am Auto befanden. 2006 wurde der Wagen restauriert. Dabei erhielt er einen schwarz lackierten Frontspoiler. Zu einem unbekannten Zeitpunkt wurde auch ein ausfahrbarer Heckflügel nachgerüstet. Seit 2006 wird das gelb lackierte Auto in unregelmäßigen Abständen in den USA und in Europa gezeigt.

#### Der Sciabola
Das sechste Auto wurde erst 1971 komplettiert. Auch bei ihm wird angenommen, dass es auf Teilen beruht, die schon 1970 hergestellt worden waren. Deshalb wird es regelmäßig als Original-AMX/3 anerkannt. Die Karosserie des sechsten AMX/3 hat die Modifikationen des Jahres 1969 im Bereich des Hecks und der Seitenscheiben. Allerdings fehlt wie beim ersten und dritten Prototyp der waagerechte Lufteinlass in der Frontverkleidung. Der sechste Wagen hat anders als die früheren Fahrzeuge im Innenraum kaum Zubehörteile von AMC. Viele Komponenten kommen stattdessen von Fiat und Bertone. Das betrifft Schalter und Instrumente, aber auch die doppelten runden Rückleuchten (Fiat 850). Der sechste AMX/3 gehört nach wie vor Salvatore Diomante. Er wurde auf dem Turiner Autosalon 1976 als Bizzarrini Sciabola ausgestellt und für ein Sciabola-Prospekt fotografiert. Richard Teague äußerte 1981 die Einschätzung, dass der sechste AMX/3 das beste Auto der ganzen Reihe gewesen sei: „ein richtiger Edelstein“ (a real gem).

### Nachbauten auf Originalfahrgestellen?

#### Ein Nachzügler
Das siebte Chassis, das angeblich bereits 1970 gebaut worden war, blieb einige Jahre lang ungenutzt. Salvatore Diomante verkaufte es 1971 in unvollständigem Zustand an Giorgio Giordanengo, der einen Betrieb für die Restaurierung klassischer italienischer Sportwagen unterhält. Giordanengo komplettierte den Wagen mit einigem zeitlichen Abstand, möglicherweise erst in den 1980er-Jahren. Stilistisch entspricht der Aufbau dem des sechsten Fahrzeugs. Diomante verkaufte Nr. 7 etwa 1992 an den belgischen Unternehmer Roland D’Ieteren, den damaligen Geschäftsführer der Brüsseler D’Ieteren-Gruppe. Im Laufe der Zeit war das Auto mit unterschiedlichen Motoren ausgestattet, darunter ein Zwölfzylindermotor von Ferrari und ein Achtzylindermotor von Chevrolet.

#### Iso Varedo

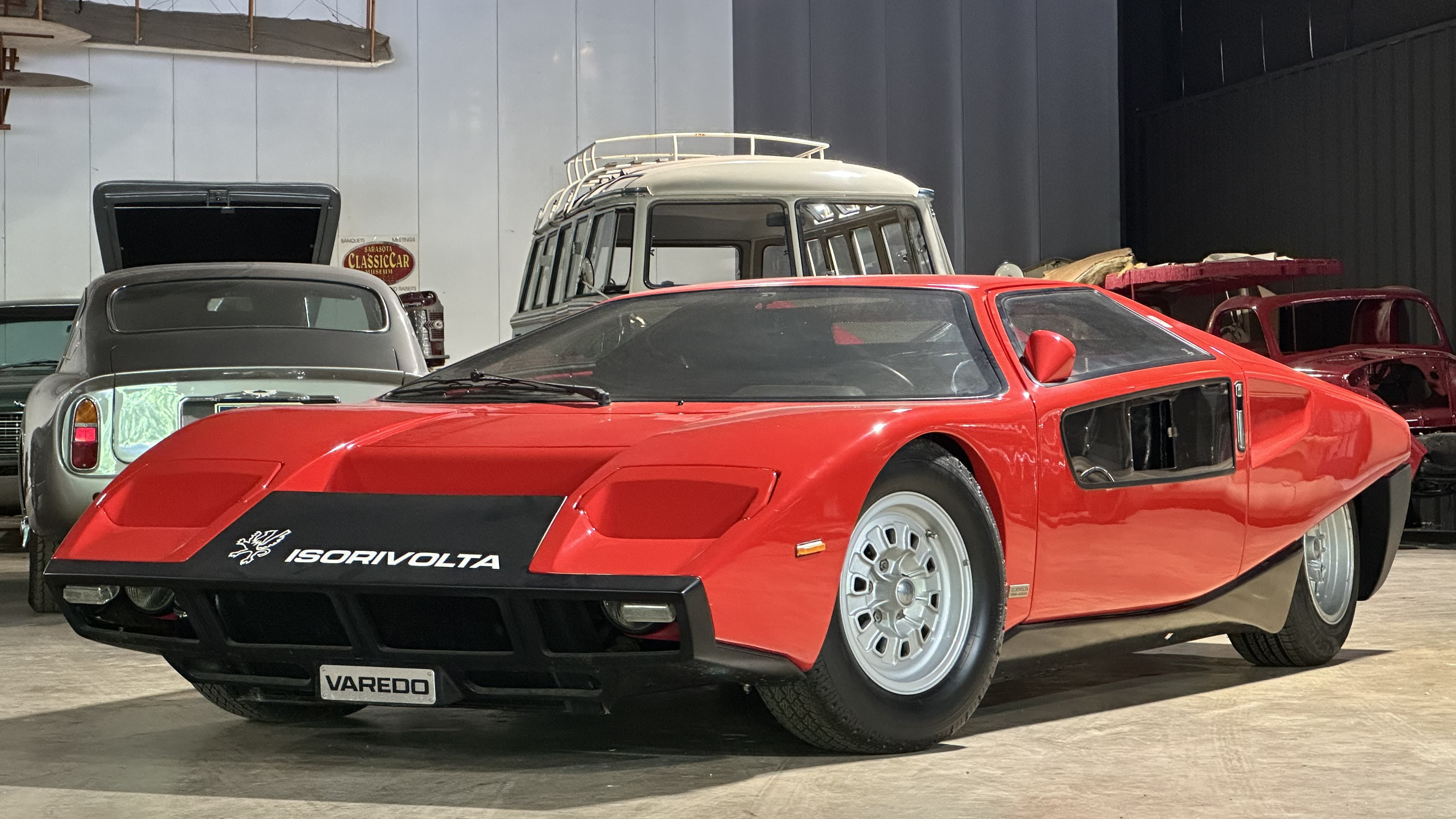
Iso Varedo

Das achte Chassis erhielt keine AMX/3-Karosserie. Auf seiner Grundlage konstruierte Giotto Bizzarrini ab Herbst 1971 für Iso Rivolta das Show Car Iso Varedo, dessen an den Lamborghini Countach angelehnte Kunststoffkarosserie Ercole Spada gestaltet hatte. Anders als die AMX/3-Modelle hat der Varedo einen Achtzylinder-V-Motor von Ford (Baureihe Cleveland), womit der Antrieb den Serienfahrzeugen Iso Rivoltas entspricht. Der Varedo debütierte auf dem Turiner Autosalon 1972. Es ist zweifelhaft, ob Iso beabsichtigte, den Varedo in Serie zu produzieren. Tatsächlich blieb das Auto ein Einzelstück. Es gehört Isos ehemaligem Inhaber Piero Rivolta, der es seit einigen Jahren in einem Museum in Florida ausstellt.

#### AMX Spider?
Schließlich wird mit dem AMX/3 ein Spider in Verbindung gebracht, der erstmals 2002 in Brüssel erschien. Einige Quellen behaupten, das Auto beruhe auf dem neunten und letzten bekannten Originalchassis der AMX/3-Reihe. Diomante habe es 1971 zusammen mit Chassis Nr. 7 an Giorgio Giordanengo verkauft, der etwa 1995 im Auftrag Roland D’Ieterens eine Spiderkarosserie darauf gesetzt habe. Der Aufbau hat stilistisch keine Bezüge zum AMX/3; er erinnert vielmehr an den Rennsportwagen Bizzarrini P 538, der 1966 erstmals öffentlich gezeigt wurde. Anders als die regulären AMX/3-Fahrzeuge, ist der Spider in Anlehnung an den P 538 mit einem 5,4 Liter großen Achtzylinder-V-Motor von Chevrolet ausgestattet. Er hat ein Fünfgang-Schaltgetriebe von ZF. Teilweise wird die Verbindung des Spider mit dem AMX/3 allerdings bestritten. Das wird damit begründet, dass weder der Radstand noch die Spur des Spider mit dem AMX/3 übereinstimmen.

## Mögliche Gründe für das Scheitern
AMC gab öffentlich keine Begründung für die kurzfristige Aufgabe des AMX/3 ab. Die meisten Dokumentationen erklären den Rückzug AMCs mit wirtschaftlichen Gründen. Abgesehen davon gibt es aber auch zahlreiche alternative Erklärungsversuche.

### Gesamtwirtschaftliche Situation bei AMC
AMC war im Herbst 1969 dem längsten Streik in der Geschichte des Unternehmens ausgesetzt, der sich unmittelbar auf die Markteinführung des neuen Volumenmodells Hornet auswirkte. Daraus resultierten zum Jahreswechsel 1969/70 gravierende Liquiditätsprobleme, die alle Unternehmensbereiche betrafen, sich aber vor allem auf die Spezialprojekte auswirkten.

### Unwirtschaftlichkeit des AMX/3-Projekts

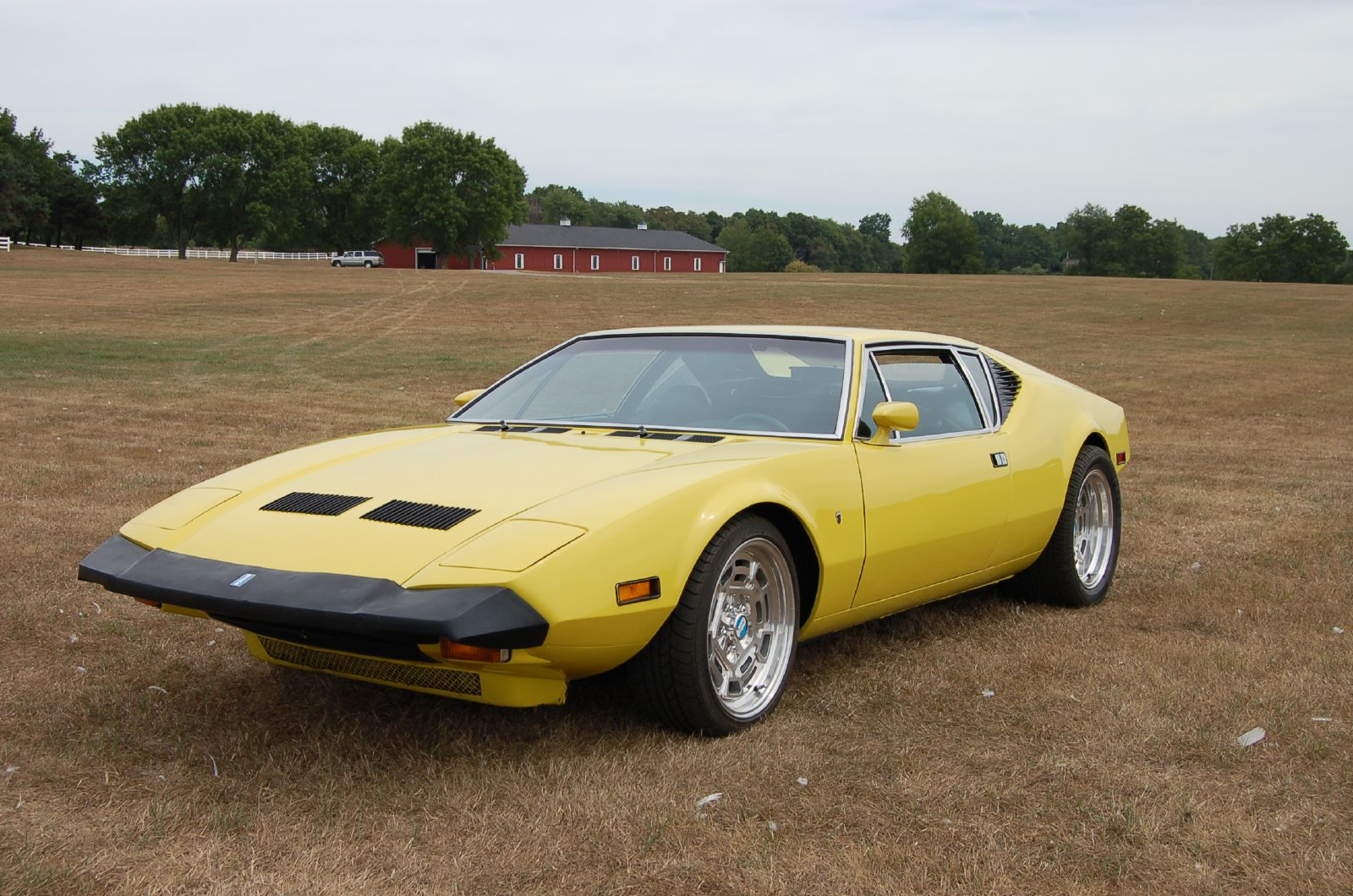
Kostenaufwändig: Sicherheitsstoßstangen für die USA (hier an einem De Tomaso Pantera)

Viele Autoren halten das AMX/3-Projekt an sich für unrentabel. Der AMX/3 hätte demnach weder in Italien noch in Deutschland zu den geplanten Kosten produziert werden können, und der avisierte Verkaufspreis von 10.000 bis 12.000 US$, der ohnehin schon deutlich über dem des De Tomaso Pantera lag, sei nicht zu erreichen gewesen. Richard Teague, der den AMX/3 aus emotionalen Gründen unbedingt habe realisieren wollen, habe die anderen Konzernmanager über die wirklichen Kosten des Projekts zu lange im Unklaren gelassen.
Teague bestätigte später die Relevanz der Kostenentwicklung, bezog sich dabei aber auf konkrete anlassbezogene Mehrkosten: Der AMX/3 war ohne Rücksicht auf die verschärften US-amerikanischen Sicherheitsbestimmungen konstruiert worden, deren Inkrafttreten sich zu Beginn der 1970er-Jahre bereits abzeichnete. Der Verkauf des AMX/3 in den USA hätte eine aufwendige Anpassung erfordert, zu der insbesondere die Installation von Sicherheitsstoßfängern gehörte. Deren Kosten hätte AMC nicht tragen können.

### Intervention von Konkurrenten
Teilweise wird die Einstellung des Projekts auf den AMC-Konkurrenten Ford zurückgeführt. Ford habe in einem direkten Vergleich die Überlegenheit des AMX/3 gegenüber dem eigenen Pantera erkannt und daraufhin den wirtschaftlich angeschlagenen AMC-Konzern gegen eine Geldzahlung dazu veranlasst, auf die Produktion des Pantera-Konkurrenten zu verzichten.
Andere Mutmaßungen beziehen Karmann und Volkswagen mit ein: Weil die Produktion des AMC Javelin bei Karmann beinahe zur gleichen Zeit endete wie das AMX/3-Projekt, wird teilweise eine Intervention des Volkswagen-Konzerns vermutet, der eine Bindung Karmanns an AMC verhindern und so Produktionskapazitäten für eigene Modelle sichern wollte.

### Insolvenz von Bizzarini
Schließlich wird auch die Insolvenz von Automobili Bizzarrini als Grund für eine Aufgabe des AMX/3-Projekts herangezogen: Giotto Bizzarrini hatte aus der Zeit, als sein Sportwagen GT 5300 in die USA importiert wurde, erhebliche Steuerschulden. Einer Vermutung zufolge habe AMC befürchtet, bei einer auf Dauer angelegten geschäftlichen Beziehung zu Giotto Bizzarrini von den US-amerikanischen Finanzbehörden für dessen Schulden haftbar gemacht zu werden.

## Wiederbelebungen nach dem AMC-Rückzug
Nachdem sich AMC im Juli 1970 von dem Projekt zurückgezogen hatte, gab es mehrere Versuche, den AMX/3 als Bizzarrini AMX/3 oder Bizzarrini Sciabola wiederzubeleben. Die Einzelheiten hierzu sind sehr unsicher; verschiedene Dokumentationen widersprechen sich grundlegend.

### 1970: 30 Bizzarrinis ohne AMC?
Gesichert ist, dass AMC im Sommer 1970 bereit war, Bizzarrini – möglicherweise im Sinne einer Kompensation – etwa 30 AMX/3 bauen zu lassen, von denen 20 in Europa unter der Marke Bizzarrini verkauft, 10 weitere hingegen an AMC geliefert werden sollten. In der Folgezeit stellte Bizzarrini auf dem Turiner Autosalon im Oktober 1970 einen AMX/3 auf seinem eigenen Stand aus. Dabei handelte es sich um den Torino Car genannten vierten AMX/3. Zeitgenössische Quellen belegen, dass Bizzarrini bereits in dieser Phase die Modellbezeichnung Sciabola (deutsch: Schwert) nutzte.
Ob Bizzarrini und Diomante die Serienproduktion tatsächlich aufnahmen oder zumindest planten, ist unklar; die Quellenlage hierzu ist widersprüchlich. Das italienische Herrenmagazin iO zitierte Giotto Bizzarrini im Februar 1971 noch dahingehend, dass etwa 30 Autos jährlich zu einem Stückpreis von 8 Mio. Lire gefertigt werden sollten. Einige Jahre später erklärte Giotto Bizzarrini hingegen, er habe das Angebot von AMC zur eigenverantwortlichen Produktion des AMX/3 nicht angenommen, weil er „nicht den Mut gehabt“ habe bzw. die Erinnerung an die Insolvenz von Automobili Bizzarrini noch gegenwärtig gewesen sei. Wenn das zutrifft, dann entstanden über die sechs Original-Fahrzeuge hinaus ab 1971 keine weiteren Fahrzeuge mit AMX/3-Karosserie mehr. Grundlegend abweichend sprechen andere Quellen davon, dass Diomante nach dem Ausstieg von AMC im Sommer 1970 tatsächlich noch „einige“ weitere Fahrzeuge „mehr oder weniger fertiggestellt“ habe; teilweise wird eine Fertigung von neun weiteren Autos angenommen. AMC habe aber Anfang 1971 die zunächst zugesagte Lieferung technischer Komponenten für diese Autos ohne Angabe von Gründen verweigert und die Verschrottung sämtlicher AMX/3-Modelle verlangt. Diomante habe die neun ab Sommer 1970 gebauten Autos zerstört, nicht aber die ursprünglichen Prototypen, die er bis 1970 aufgebaut hatte. Wieder andere glauben, Diomante halte nach wie vor einige weitere AMX/3-Karosserien versteckt.

### 1976: Bizzarrini und Oto Melara: Der Sciabola
1976 stellte Giotto Bizzarrini auf dem Turiner Autosalon einen als Sciabola bezeichneten Sportwagen aus und veröffentlichte dazu einen Verkaufsprospekt. Das präsentierte Auto war das sechste Chassis des AMX/3, das Anfang 1971 von Diomante komplettiert und seitdem in Turin verwahrt worden war. Eine Weiterentwicklung gegenüber den ursprünglichen AMX/3-Versionen war nicht zu erkennen. Die Ausstellung des Sciabola war weitgehend von Oto Melara finanziert und hatte in erster Linie den Zweck, das Auto als Werbeträger für Oto-Melara-Getriebe zu präsentieren. Giotto Bizzarrini kündigte zwar gegenüber der italienischen Presse an, der Sciabola werde auf Bestellung in Handarbeit zu einem Preis von 23.800 $ gefertigt. Eine Produktion kam jedoch nicht zustande. Chassis Nr. 6 gehört nach wie vor Salvatore Diomante.

## Einflüsse des AMX/3 auf spätere AMC-Modelle

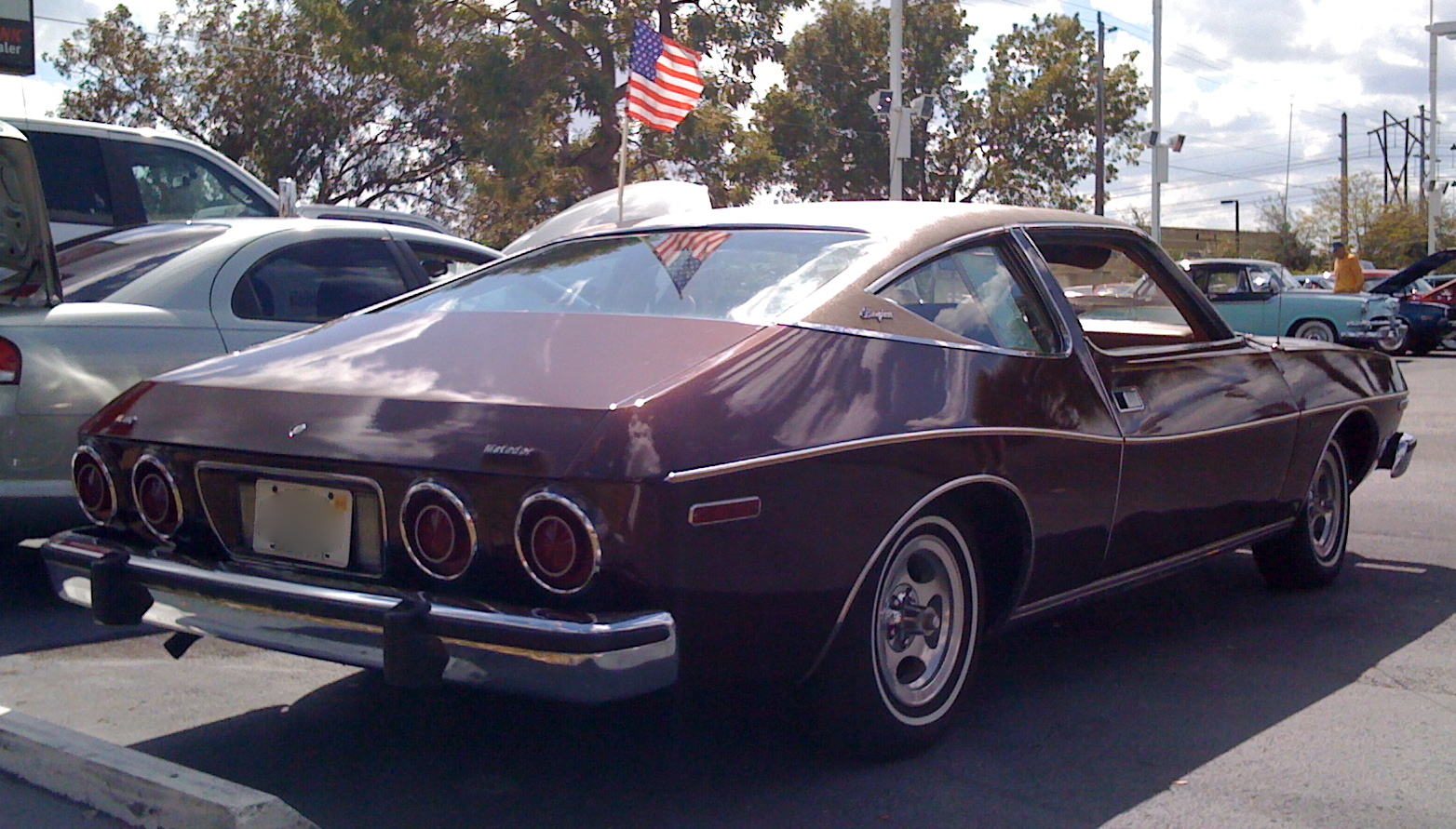
AMC Matador Coupé

Die Linienführung des AMX/3 beeinflusste die Gestaltung einiger späterer Serienmodelle von AMC. Das gilt insbesondere für den markanten Hüftschwung in den hinteren Kotflügeln.
Zum Modelljahr 1973 führte AMC zunächst die dreitürige Fließheckversion des Kompaktmodells Hornet ein, deren hintere Kotflügel in abgeschwächter Form den Hüftschwung des AMX/3 zitierten. Die hinteren Seitenfenster laufen spitz zu. Im Herbst 1973 debütierte dann die zweite Auflage des Matador Coupé. Das unter der Leitung von Richard Teague entworfene Fließheckcoupé hat eine vom AMX/3 inspirierte Linienführung an den hinteren Kotflügeln, die weiter ausgestellt sind als beim Hornet. Vergleichbar sind auch die beim ursprünglichen Entwurf vorhandenen, ebenfalls spitz zulaufenden Seitenfenster hinten, die allerdings in späteren Jahren bei einigen Versionen durch einen Vinylbezug verdeckt wurden. Das US-amerikanische Magazin Car and Driver zeichnete das Matador-Coupé im November 1973 als das bestgestaltete Auto des Modelljahrs 1974 aus.

## Bewertungen
Auch wenn der AMX/3 nicht das Stadium der Serienproduktion erreichte, wird er heute doch nicht als Fehlschlag angesehen. Viele – auch Richard Teague selbst – sehen im AMX/3 den besten Entwurf, den Teague bei AMC verwirklichte. Giotto Bizzarrini ist seinerseits der Auffassung, dass der AMX/3 seine beste Konstruktion ist. Teilweise wird die Einschätzung geäußert, eine Serienproduktion des AMX/3 hätte AMC zahlreiche neue Kunden bringen und den Konzern möglicherweise retten können.

“This car was a milestone, coming from a unique project that brought together some of the brightest minds in the automotive world of the late 1960s and 1970s”

„Dieses Auto war ein Meilenstein. Es entstand aus einem einzigartigen Projekt, das einige der hellsten Köpfe der Automobilwelt der späten 1960er- und 1970er-Jahre zusammenbrachte.“

“Could any car designed by Bizzarrini and developed by BMW be possibly anything but marvellous?”

„Kann ein Auto, das von Bizzarrini entworfen und von BMW entwickelt wurde, irgendetwas anderes als wunderbar sein?“

„Der AMX/3 ist der wohl ungewöhnlichste europäisch-amerikanische Hybrid überhaupt.“

## Inspirationen und Revivals
Das in Kalifornien registrierte Unternehmen Sciabola Inc. bemüht sich seit 2007, ein Replikat des AMX/3 zu entwickeln. Das Unternehmen hat mittlerweile mehrere Rohkarosserien hergestellt, die unmittelbar von dem 1969 gezeigten Kunststoffmodell des AMX/3 abgeleitet sind. Bis 2019 fehlte es aber an den finanziellen Mitteln für die Entwicklung der Technik. Ein Verkauf der neuen AMX/3-Karosserien ist bislang nicht belegt.
Richard Teagues Sohn Jeff, der ebenfalls Industriedesigner ist und unter anderem für Ford arbeitete, entwarf 2005 die Studie AMX/4 und 2010 den AMX/5. Beide Fahrzeuge sind als Hommage an den AMX/3 gedacht und sollen eine Weiterentwicklung seines Designkonzepts sein. In beiden Fällen wurde ein Kunststoffmodell gebaut; eine Serienfertigung war aber nicht beabsichtigt.

## Technische Daten
| AMC AMX/3                            | AMC AMX/3 |
| ------------------------------------ | --- |
| Motor:                               | Achtzylinder-Ottomotor, V-Anordnung |
| Hubraum:                             | 6392 cm³ |
| Bohrung × Hub:                       | 105,79 × 90,77 mm |
| Bruttoleistung nach SAE J245/J1995:  | 340 bhp (254 kW) bei 5100 min−1 |
| Max. Drehmoment nach SAE J245/J1995: | 430 lbf·ft (583 N·m) bei 3600 min−1 |
| Nennleistung nach DIN 70020:         | 295 PS (217 kW) |
| Verdichtungsverhältnis:              | 10,0 : 1 |
| Gemischaufbereitung:                 | 1 Doppel-Registervergaser |
| Ventilsteuerung:                     | zentrale Nockenwelle; Stößel, Stoßstangen und Kipphebel                                                                                  |
| Kühlung:                             | Wasserkühlung |
| Getriebe:                            | handgeschaltetes Fünfganggetriebe (ZF) handgeschaltetes Vierganggetriebe (Oto Melara)                                                    |
| Radaufhängung vorn:                  | einzeln an Doppelquerlenkern ungleich lange Lenkerarme, Schraubenfedern, Teleskopstoßdämpfer, Stabilisator                               |
| Radaufhängung hinten:                | einzeln an Doppelquerlenkern, einfacher Querlenker oben, Trapezquerlenker unten, je zwei Schraubenfedern und Teleskopstoßdämpfer pro Rad |
| Bremsen:                             | vorne und hinten innenbelüftete Scheibenbremsen                                                                                          |
| Chassis:                             | Halbmonocoque |
| Karosserie:                          | Stahlblech, selbsttragend |
| Radstand:                            | 2675 mm |
| Abmessungen (Länge × Breite × Höhe): | 4460 × 1902 × 1105 mm |
| Leergewicht:                         | 1402 kg |
| Höchstgeschwindigkeit:               | ca. 270 km/h |